# ثيسيلوصور
الثيسيلوصور (Thescelosaurus) كان جنس من ديناصورات الأورنيثوبودات الصغيرة التي ظهرت في نهاية فترة الطباشيري المتأخر في أمريكا الشمالية. كان عضوا في المجموعة الحيوانية الديناصورية الأخيرة قبل انقراض العصر الطباشيري-الثلاثي منذ حوالي 65.5 مليون سنة مضت. يشير الحفظ والاكتمال للعديد العينات إلى أنه ربما كان يفضل العيش بالقرب من الجداول.

## وصلات خارجية
- Thescelosaurus in the Paleobiology Database.
- Willo, the Dinosaur with a Heart - The official site for "Willo", from the North Carolina Museum of Natural Sciences.